# Staurastrum brasiliense
Staurastrum brasiliense  là một loài Song tinh tảo trong họ Desmidiaceae, thuộc chi Staurastrum.